# Microplexia confusa
Microplexia confusa är en fjärilsart som beskrevs av Emilio Berio 1963. Microplexia confusa ingår i släktet Microplexia och familjen nattflyn. Inga underarter finns listade i Catalogue of Life.